# Eustaquio Ilundáin y Esteban
Eustaquio Ilundáin y Esteban (ur. 20 września 1862 w Pampeluna, zm. 10 sierpnia 1937 w Sewilli) – hiszpański duchowny katolicki, arcybiskup Sewilli, kardynał. 
Święcenia kapłańskie przyjął 10 kwietnia 1886 roku w Pampelunie. Wykładowca w seminarium duchownym w Pampelunie, dyrektor szkoły i rektor seminarium duchownego w Segowia. 14 listopada 1904 roku otrzymał nominację na biskupa Ourense. 
Sakrę biskupią przyjął 13 marca 1905 roku w Pampelunie z rąk bp José Cadena Eleta biskupa Vitoria. 16 grudnia 1920 roku przeniesiony na stolicę metropolitalną w Sewilli. 
Na konsystorzu 30 marca 1925 roku papież Pius XI wyniósł go do godności kardynalskiej z tytułem kardynała prezbitera San Lorenzo in Panisperna. 
Zmarł 10 sierpnia 1937 roku w Sewilli. Pochowano go w archikatedrze metropolitalnej Sewilli.